# Billy Koch
William Christopher Koch  (né le 14 décembre 1974 à Rockville Centre, New York, États-Unis) est un ancien lanceur de relève droitier au baseball. Il a joué dans les Ligues majeures de 1999 à 2004. 
Premier stoppeur de l'histoire à récolter au moins 30 sauvetages à ses 4 premières saisons, Billy Koch s'illustre avec les Blue Jays de Toronto pendant 3 années avant d'être nommé releveur de l'année 2002 en Ligue américaine comme joueur des Athletics d'Oakland.

## Carrière

### Débuts
Billy Koch est repêché par les Mets de New York au 4e tour de sélection en 1993 alors qu'il joue à l'école secondaire West Babylon dans l'État de New York. Koch ne signe pas avec les Mets et rejoint les Tigers de l'université de Clemson. Il est le 4e joueur sélectionné au total au repêchage amateur de 1996 et le premier choix des Blue Jays de Toronto. Quelques semaines après avoir signé son contrat avec les Blue Jays, Koch fait partie de l'équipe nationale des États-Unis qui remporte une médaille de bronze en baseball aux Jeux olympiques d'été de 1996 à Atlanta.

### Blue Jays de Toronto
Billy Koch fait ses débuts dans le baseball majeur avec Toronto le 5 mai 1999. Les Blue Jays en font immédiatement leur stoppeur : à son second match joué, il réalise son premier sauvetage, contre les Rangers du Texas. À sa première saison, où il maintient une moyenne de points mérités de 3,39 en 56 sorties et 63 manches et deux tiers lancées en plus de protéger 31 victoires des Torontois, Koch termine 7e au vote de fin d'année désignant la recrue de l'année de la Ligue américaine. 
Après avoir subi la défaite à ses 5 décisions en 1999, Koch savoure sa première victoire le 3 avril 2000, à sa première partie de la saison, contre Kansas City. En 68 parties, le releveur droitier fait encore mieux que l'année précédente avec 33 victoires protégées, 9 victoires, 3 défaites et une moyenne de points mérités de 2,63 en 78 manches et deux tiers lancées.
Il joue sa dernière saison pour Toronto en 2001. Malgré 36 sauvetages, son plus haut total avec l'équipe et suffisamment pour entrer dans le top 5 de la Ligue américaine, Koch voit sa moyenne de points mérités en prendre un coup et atteindre 4,80 en 69 manches et un tiers lancées en 69 matchs. En 3 saisons pour les Blue Jays, Billy Koch a lancé 211 manches et deux tiers en 193 matchs. Il compte 11 victoires, 13 défaites, 172 retraits sur des prises, une moyenne de points mérités de 3,57 et 100 sauvetages. 

### Athletics d'Oakland
Le 7 décembre 2001, le nouveau directeur-général des Blue Jays de Toronto, J. P. Ricciardi, en poste depuis seulement trois semaines, échange Billy Koch aux Athletics d'Oakland contre le lanceur droitier Justin Miller et le troisième but Eric Hinske, tous deux alors joueurs des ligues mineures. 
Koch ne joue qu'une saison à Oakland mais contribue aux succès des A's, champions de la division Ouest et meilleure équipe du baseball majeur cette année-là avec 103 victoires. Le droitier est élu releveur de l'année en Ligue américaine avec un record personnel de 44 sauvetages, à peine un de moins que le meneur du circuit, Eddie Guardado des Twins du Minnesota. Lanceur le plus souvent utilisé de l'Américaine en 2002, Koch joue 84 rencontres, gagne 11 matchs contre 4 défaites, réussit un sommet personnel de 93 retraits sur des prises en 93 manches et un tiers lancées (son plus haut total en une saison) et remet une moyenne de points mérités de 3,27. En séries éliminatoires, Koch est envoyé dans la mêlée à trois reprises contre Minnesota en Série de divisions. Les A's sont favoris mais perdent la série avec deux victoires contre trois pour leurs adversaires. Koch blanchit les Twins à ses deux premières présences au monticule et protège la victoire dans le 3e match. Mais dans la 5e et dernière rencontre, il accorde trois points en 9e manche, permettant aux Twins d'accroître leur avance de 2-1 à 5-1, ce qui fait la différence lorsque les A's marquent trois fois contre le stoppeur Eddie Guardado à leur dernier tour au bâton mais s'inclinent 5-4.  
Premier lanceur de relève de l'histoire du baseball à réaliser au moins 30 sauvetages à chacune de ses 4 premières saisons dans les majeures, Billy Koch touche un salaire de 2,35 millions de dollars US en 2002 et touche des primes de 150 000 dollars pour ses bonnes performances. Admissible à l'arbitrage salarial pour les 3 années à venir, les A's préfèrent l'échanger pour économiser. Le 3 décembre 2002, Oakland transfère Koch, le lanceur gaucher Neal Cotts et le voltigeur Daylan Holt (qui ne dépassera pas les ligues mineures) aux White Sox de Chicago, en retour du stoppeur droitier Keith Foulke, du receveur Mark Johnson et du lanceur droitier Joe Valentine

### White Sox de Chicago
Une fois parti d'Oakland, Koch est incapable d'élever son jeu au niveau de ses 4 premières saisons. Il en arrache chez les White Sox avec une moyenne de points mérités de 5,77 en 53 manches lancées en 2003. Utilisé dans 55 rencontres, il gagne 5 matchs contre 5 défaites et perd son rôle de stoppeur. Il ne réalise que 11 sauvetages. Son début de saison 2004 avant son départ de Chicago n'est guère mieux : moyenne de 5,40 en 23 manches et un tiers et 8 sauvetages, ses 8 derniers dans les majeures.

### Marlins de la Floride
Le 17 juin 2004, les White Sox de Chicago échangent Billy Koch aux Marlins de la Floride contre le joueur d'arrêt-court Wilson Valdez. En 25 manches et deux tiers lors de 23 sorties en relève pour les Marlins, il affiche une moyenne de points mérités de 3,51. Au total en 47 matchs joués en 2004 pour les clubs de Chicago et de la Floride, Koch compte deux victoires contre trois défaites avec 8 sauvetages, 50 retraits sur des prises et une moyenne de 4,41 en 49 manches de travail.
Libéré par les Marlins après la saison, Koch tente, sans succès, un retour chez les Blue Jays de Toronto en 2005. 
Billy Koch a disputé 379 matchs, tous comme lanceur de relève, dans les Ligues majeures. Il compte 163 sauvetages, 29 victoires, 25 défaites et 357 retraits sur des prises. Sa moyenne de points mérités en carrière s'élève à 3,89 en 407 manches et un tiers lancées.

## Vie personnelle
Billy Koch et son épouse Brandi sont parents de trois enfants. Billy Koch se disait en 2006 atteint de la maladie des Morgellons,, dont l'existence est réfutée par la science, et qui est en fait une psychose où le sujet se croit infesté de parasites corporels.